# David Soldi
David Soldi (né David Soldin à Copenhague en 1817 et mort à Paris 9e le 4 novembre 1884) est un écrivain français, notamment connu grâce aux premières traductions françaises des contes de Hans Christian Andersen qu'il a effectuées en 1856 et 1861.
Ses traductions des contes d'Andersen, rééditées de nombreuses fois chez Hachette entre 1856 et 1934, notamment dans la collection Bibliothèque rose illustrée, ont fait référence jusqu'à la parution des trois recueils traduits par Ernest Grégoire et Louis Moland parus aux éditions Garnier Frères en 1873, 1875 et 1880.

## Œuvres

### Roman
- Caroline Varner, 1862

### Traductions
- Hans Christian Andersen :
  - Contes d’Andersen, Paris, Librairie Hachette et Cie, avec une notice biographique par Xavier Marmier, illustré par Bertall, 1856.

- - Nouveaux Contes, revus par Ferdinand de Gramont, Paris, J. Hetzel, 1861.

- Robert Fulton, roman historique de Johannes Carsten Hauch, 1859
- Théâtre choisi, de Oehlenschlaeger et de Holberg, 1881